# Старгородский, Артём Сергеевич
Артём Серге́евич Старгоро́дский (укр. Артем Сергійович Старгородський; род. 17 января 1982, Киев) — украинский футболист, полузащитник

## Клубная карьера
Воспитанник киевского футбола. В 7-м классе мама отдала его в спортивную школу «Локомотива», в которой пробыл два года. После 9-го класса его забрали в динамовскую школу, и уже там прошёл почти все этапы: начал с юношеской команды, после этого поиграл за третью команду, затем за вторую.
После этого попал в команду Киевской области — «Система-Борэкс». Там играли такие футболисты, как Андрей Корнев, Иван Козориз, с ними потом оказался в «Таврии». Затем продолжил свою карьеру в «Нефтянике» из Ахтырки. После «Нефтяника» была «Таврия». Затем играл за клуб «Крымтеплица» (Молодёжное), за которую выступал на правах аренды.
Зимой 2007 года перешёл в столичный «Арсенал». Дебют 18 марта 2007 года в матче «Металлург» (Запорожье) — «Арсенал» 2:1. 9 января 2013 года был представлен как игрок одесского «Черноморца». 22 мая 2013 дошли с «Черноморцем» до финала кубка Украины в котором проиграли 3:0 «Донецкому Шахтеру» .1 июня 2013 года по обоюдному согласию расторг контракт с ФК «Черноморец».
В январе 2014 подписал контракт с белорусским «Шахтёром». 2 мая 2014 года Артем забил победный и первый гол в истории на «Борисов-Арена» в финале кубке Белоруссии в котором они с «Шахтером» обыграли 1:0 «Неман Гродно».
С марта 2017 по лето 2018 года выступал за перволиговый «Арсенал-Киев», с которым в сезоне 2017/2018 выиграли 1 лигу Украины
Летом 2018 подписал контракт с Белорусским «Витебск» с которым не хватило 2 очка до серебряных медалей. Зимой 2019 продлил с «Витебском» ещё контракт на год, также с «Витебском» в мае 2019 дошли до финала кубка Белоруссии в котором они проиграли бывшему клубу Артема «Шахтеру».В декабре 2019 после окончания сезона решил уйти с «Витебска».

## Карьера в сборной
В составе студенческой сборной Украины по футболу дважды становился победителем Всемирных Универсиад. За победу на Универсиаде в 2007 году ему было присвоено звание мастер спорта Украины международного класса.

## Достижения
- Победитель Всемирной Универсиады (2): 2007, 2009[10]
- Обладатель Кубка Белоруссии 2014
- Серебряный призёр чемпионата Белоруссии: 2016
- Бронзовый призёр чемпионата Белоруссии (2): 2014, 2015
- Финалист Кубка Украины 2013
- Финалист Кубка Белоруссии (2) 2015, 2019

## Стиль игры
Отличается диспетчерскими и лидерскими качествами, высокой культурой паса, развитым игровым мышлением, умением организовать игру и повести за собой партнёров по команде. Умело выполняет стандартные положения. Обладает хорошо поставленным ударом.

## Личная жизнь
- Женат на сестре украинского футболиста Андрея Хомина Оксане. Воспитают двух детей — Максима (5.03.2005) и Демьяна (15.02.2013)[источник не указан 1900 дней].

## Государственные награды
- Медаль «За труд и победу» (2007)[11]